# Портнов, Александр Николаевич
Алекса́ндр Никола́евич Портно́в (5 июля 1947, Южно-Сахалинск — 23 апреля 2010, Иваново) — советский и российский философ

, специалист в области теории познания, антропологии, семиотики, переводчик философских трудов А. Гелена, М. Бубера, Л. Клагеса, М. Хайдеггера, К. Ясперса, А. Шюца. Доктор философских наук (1997), профессор (2001).

## Биография
Родился 5 июля 1947 года.
Окончил факультет иностранных языков Ивановского государственного педагогического института по кафедре романо-германских языков, аспирант кафедры философии Ивановского государственного университета.
С 1975 года — ассистент, старший преподаватель, доцент кафедры философии Ивановского государственного университета.
В 1980 году под научным руководством Н. П. Антонова защитил диссертацию на соискание учёной степени кандидата философских наук по теме «Роль языка в познании и осознании действительности».
С 1991 по 2010 годы — заведующий кафедрой философии Ивановского государственного университета.
В 1997 году защитил диссертацию на соискание учёной степени доктора философских наук по теме «Взаимосвязь языка и сознания в философии XIX—XX веков: методологический анализ основных направлений исследования».
В 2001 году присвоено учёное звание профессора.
Член Учёного совета ИвГУ, Председатель докторского диссертационного совета Д. 212.062.01 по философским наукам (1999—2010), Председатель Ивановского отделения Российского философского общества (2004—2010), заместитель руководителя Ивановского регионального отделения Научного Совета РАН по методологии искусственного интеллекта член диссертационного совета по филологическим наукам, преподавал в ИГХТУ, ИГЭУ, в других вузах Иваново.
Автор более 100 научных трудов по философии сознания и языка, общей и психологической семиотики, психолингвистики, немецкой философии XX в.
Подготовил 9 кандидатов и 10 докторов философских наук.

## Научная деятельность
А. Н. Портновым исследованы проблемы уровней организации семиотических механизмов сознания и их взаимосвязи со
структурой сознания и личности. Разработана классификация знаковых систем познания и общения. Изучена проблема развития «язык и сознание» в философии XVIII—XX вв.

## Награды
- Почётный работник высшего профессионального образования Российской Федерации (2007)[2]

## Научные труды

### Монографии
- Портнов А. Н., Ерахтин А. В.  Философские проблемы этологии и зоопсихологии. М., 1984. — № 5. — 64 с. — (Новое в жизни, науке, технике. Сер. Философия.)
- Портнов А. Н. Язык, мышление, сознание. — Иваново: ИвГУ, 1988. — 91 с.
- Портнов А. Н. Язык и сознание: основные парадигмы исследования проблемы в философии XIX—XX вв. — Иваново, 1994. — 370 с.

### Статьи
на русском языке
- Портнов А. Н., Ерахтин А. В. Познание, мышление и язык // Сознание и диалектика процесса познания. — Иваново, 1979;
- Портнов А. Н. Язык и память человека // Сознание и диалектика процесса познания. Межвуз. сб. науч. тр. — Иваново: ИвГУ, 1980. — С. 134—144.
- Портнов А. Н. Сознание, мышление и язык // Сознание и диалектика процесса познания. Межвуз. сб. науч. тр. — Иваново: ИвГУ, 1980. — С. 51-69.
- Портнов А. Н. Язык и наглядное мышление // Становление и структура сознания и познания. Межвуз. сб. науч. тр. — Иванове: ИвГУ, 1982. — С. 48-61.
- Портнов А. Н. Знак и образ в мышлении и сознании // Становление и структура сознания и познания. Межвуз. сб. науч. тр. — Иваново: ИвГУ, 1983. — С. 65-75.
- Портнов А. Н., Ерахтин А. В. К изучению биологических предпосылок происхождения знаковой коммуникации // О целостном подходе к изучению жизнедеятельности человека. Ч. II. — М.: Институт философии АН СССР, 1985.
- Портнов А. Н., Тульчинский Г. Л. Динамика понимания и семиотический анализ культуры // Диалектика познания и активность сознания. — Иваново, 1985. — С. 69—79.
- Портнов А. Н., Ерахтин А. В. О предпосылках возникновения человеческого мышления и языка // Философские науки. — 1986. — № 1. — С. 55-64
- Портнов А. Н. Семиотическая система сознания: генетический аспект // Генезис, структура и функции индивидуального сознания: Тез. респуб. Науч.-теор. конф. «Философские проблемы сознания и современность». 27-28 сентября 1988 г. Часть 1. — Иваново: ИвГУ, 1988. — С. 40-44.
- Портнов А. Н. Структуры и уровни языкового сознания // Языковое сознание. Материалы IX Всесоюзного симпозиума по психолингвистике и коммуникации. — М.: Институт языкознания АН СССР, 1988. — С. 139—141
- Портнов А. Н., Силич Т. А. Некоторые философские проблемы филогенеза и онтогенеза языка и общения // Творческая активность сознания и общественная практика. Межвуз. сб. науч. тр. — Иваново: ИвГУ, 1988. — С. 50-61.
- Портнов А. Н. Язык и понятийное мышление (К проблеме полиморфизма и гетерогенности мышления) // Сознание и диалектика познания. Межвуз. сб. науч. тр. — Иваново: ИвГУ, 1986. — С. 32-48.
- Портнов А. Н. О диалектике мышления как родовой способности человека // Диалектика как методология научного познания. Межвуз. сб. науч. тр. — Иваново: ИвГУ, 1988. — С. 82-95.
- Портнов А. Н. О природных и социальных предпосылках активности сознания // Творческая активность сознания и общественная практика. Межвуз. сб. науч. тр. — Иваново: ИвГУ, 1988. — С. 4-14.
- Портнов А. Н. О знаковом и языковом сознании // Природа общественного и индивидуального сознания. Межвуэ. сб. науч. тр. — Иваново: ИвГУ, 1989. — С. 25-38.
- Портнов А. Н. Интеллект и коммуникация в их взаимосвязном развитии // Мысль и текст. Сб. науч. тр. — Фрунзе: Киргизский гос. университет, 1988. — С. 25-42.
- Портнов А. Н. Сигнал и знак как средства психологического воздействия (Генетические аспекты) // Психологическое воздействие на личность и группу. Межвуз. сб. науч. тр. — Иваново: ИвГУ, 1989. — С. 44-50.
- Портнов А. Н. Биологические и социальные факторы в развитии и функционировании языка // Биология в познании человека. — М.: Наука, 1989. — С. 171—187.
- Портнов А. Н. Язык человека в эволюционно-генетическом аспекте // Поведение животных и человека: сходство и различия. Сб. науч. тр. — Пущино: АН СССР. Институт эвол. морфол. и экологии животных им. А. Н. Северцова, 1989. — С. 164—187.
- Портнов А. Н. Понятие семиотической функции в работах А. Валлона и Ж. Пиаже // Теоретические и экспериментальные проблемы психологии в современных условиях. Тез. докл. к VII съезду Общества психологов СССР. — М.: АН СССР, Общество психологов СССР, 1989. — С. 96-97.
- Портнов А. Н., Силич Т. А. Социальные и биологические детерминанты онтогенеза речевой деятельности: к вопросу о выборе методологического основания исследования // философия: прошлое, настоящее и будущее. Тез. докл. V Региональных философских чтений. — Фрунзе: Институт философии и права АН Киргизской ССР, 1989. — С. 48-51.
- Портнов А. Н., Силич Т. А. Биологическое и социальное в онтогенезе языка: к основаниям антропологического подхода // Х Всесоюзная конференция по логике, методологии и философии науки. Тез. докл. и выст. Секц. 6-7. — Минск, 1990. — С. 149—150.
- Портнов А. Н., Силич Т. А. Языковая способность и сущность человека: о возможности антропологического подхода // Культура, деятельность, человек. Тез. выступ, на конф. 6-7 сентября 1990 г. — Усть-Каменогорск: Усть-Каменогорский пед. инст., 1990. — С. 159—160.
- Портнов А. Н., Силич Т. А. Роль языка в становлении сознательного отражения (Некоторые общие вопросы исследования) // Диалектика развития и функционирования сознания. Межвуз. сб. науч. тр. — Иваново: ИвГУ, 1990. — С. 15-31.
- Портнов А. Н. Некоторые эволюционно-генетические аспекты психосемиотики // Психосемиотика познавательной деятельности и общения. Межвуз. сб. науч. тр. — М.: Моск. заоч. пед. институт, 1990. — С. 18-35.
- Портнов А. Н. К вопросу о знаковой системе этнического сознания // Этнопсихологические аспекты речевого общения. Тез. докл. совещания-семинара. Ч. 1. — Самарканд. М.: Институт языкознания АН СССР; Самаркандский пед. институт, 1990. — С. 96-97.
- Портнов А. Н. Ноосфера и семиосфера // Философские истоки учения В. И. Вернадского о биосфере и ноосфере. Тез докл. респ. — Иванове: ИвГУ, 1990. — С. 68-70.
- Портнов А. Н., Боброва С. П. О единстве и многообразии мышления: гетерогенность и полиморфность // Х Всесоюзная конференция по логике, методологии и философии науки. Тез. докл. и выст. Секц. 8-10. Минск, 1990. — С. 29.
- Портнов А. Н., Боброва С. П. К изучению структуры мифологического сознания: проблема символа // Тез. докл. обл. науч.-практ. конф. — Иваново, 1990. — С. 94-96.
- Портнов А. Н. Семиотическая система сознания: нормативно-ценностный аспект // Нормы человеческого общения. Тез. докл. межвуз. науч. конф. — Горький: Горьковский гос. пед. инстит. иностранных языков, 1990. — С. 24-26.
- Портнов А. Н. Семиотика городской среды: теория и практика // Город и Советы: история, проблемы, перспективы. Материалы республиканской научно-практической конференции. 4-6 июня 1991 г. Иваново, 1991. — С. 11-14.
- Портнов А. Н. О гетерогенности и полиморфности речемыслительной сферы сознания // Х Всесоюзный симпозиум по психолингвистике и теории коммуникации «Психолингвистика и межкультурное взаимопонимание». — М.: Институт языкознания АН СССР, 1991. — С. 242—243.
- Портнов А. Н., Силич Т. А. Диалогизм сознания: метафора и реальность? // Тезисы докладов вторых саранских бахтинских чтений. — Саранск: Мордовский гос. университет, 1991. — С. 41-43.
- Портнов А. Н. Диалектическая природа сознания и проблема его семиотических средств // Сознание и теория мировоззрения: история и современность. Межвуз. сб. науч. тр. — Иваново: ИвГУ, 1992. — С. 70-90.
- Портнов А. Н. Язык и языковая коммуникация в системе биологического знания // Новости искусственного интеллекта. Журн. ассоциации искусственного интеллекта. — 1992. — № 4. — С. 88-91.
- Портнов А. Н., Боброва С.  Логика мифологического текста (О работах О. М. Фрейденберг и Я. Э. Голосовкер) // Мышление и текст. Межвуз. сб. науч. тр. — Иваново: ИвГУ, 1992. — С. 120—147.
- Портнов А. Н. Ценности человеческого бытия в «палеоантропологии» Р. Бильца // Ценности человеческого бытия в палеоантропологии Р. Бильца // Культура и ценности. Сб. науч. тр. — Тверь: ТвГУ, 1992. — С. 85-95.
- Портнов А. Н., Силич Т. А. Уровни и механизмы семиотики сознания: личностный подход // Человек: сущностные силы и социальные возможности. Материалы всесоюзного симпозиума 15-17 октября 1991 г. — Бишкек: Институт философии АН Кыргызстана, 1993 г. — С. 135—138.
- Портнов А. Н. Диалогизм сознания: философский и психологический анализ // Ивановский государственный университет. 20 лет. Юбилейный сб. науч. статей. Ч. 1. — Иваново: ИвГУ, 1993. — С. 139—150.
- Портнов А. Н. Психосемиотические идеи Л. С. Выготского и разработка психосемиотики сознания // Актуальные проблемы современной психологии. Материалы науч. чтений, посвященных 60-летию харьковской психологической школы. — Харьков: Акад. педагог. наук Украины, 1993. — С. 11-15.
- Портнов А. Н. Знак и язык как сущностные силы: философско-антропологический подход // Человек: сущностные силы и социальные возможности. Материалы всесоюзного симпозиума 15-17 октября 1991 г. — Бишкек: Институт философии АН Кыргызстана, 1993 г. — С. 23-26.
- Портнов А. Н., Серов Ю. М. Сознание и интерсубъективность // Философия сознания в XX веке: проблемы и решения. Межвуз. сб. науч. тр. — Иваново: ИвГУ, 1994. — С. 90-104.
- Портнов А. Н., Серов Ю. М. Ментальная трансформация сознания и культуры // XI Всероссийский симпозиум по психолингвистике и теории коммуникации «Язык, сознание, культура, этнос: теория и практика». — М.: Институт языкознания РАН, 1994. — С. 90-92.
- Портнов А. Н., Серов Ю. М. «Жизненный мир»: язык, сознание и интерсубъективность // XX век и философия. Тез. докл. и сообщ. Международной конф. — М.: Московская гос. акад. печати, 1994. — С. 68-69.
- Портнов А. Н., Серов Ю. М. Интерсубъективный аспект трансформации сознания и культуры // XX век и философия. Тез. докл. и сообщ. Международной конф. — М.: Московская гос. акад. печати, 1994. — С. 38-39.
- Портнов А. Н. Экзистенциально-антропологический диалогизм М. Бубера // Ивановский государственный университет — региональный центр науки, культуры и образования. Тез. докл. юбилейной науч. конф. — Иваново: ИвГУ, 1994. — С. 281—282.
- Портнов А. Н., Шишкина Г. М. Уровни сознания и их семиотические механизмы // Проблема сознания в отечественной и зарубежной философии XX века. Материалы межрегиональной научной конференции. — Иваново: ИвГУ, 1994. — С. 123—127.
- Портнов А. Н., Носикова Т. А., Шишкина Г. М. Семиотика сознания: к основаниям когнитивно-антропологического подхода // Философия сознания в XX веке: проблемы и решения. Межвуз. сб. науч. тр. — Иваново: ИвГУ, 1994. — С. 169—184.
- Портнов А. Н. Язык и сознание: основные парадигмы исследования проблемы в философии 19-20 вв. Роль языка в становлении и функционировании сознания // Информационный бюллетень РФФИ. — 1994. — Т. 2. — № 6. — С. 185.
- Портнов А. Н. Идея диалогизма сознания в философии и психологии XIX—XX веков // Бахтинские чтения, философские и методологические проблемы гуманитарного познания. — Орел: Изд. ОГТРК, 1994. — С. 59-68.
- Портнов А. Н. М. Хайдеггер: языковое сознание и языковая личность // Творчество писателя и литературный процесс. Иваново, 1994;
- Портнов А. Н. Слово в текстах М. Хайдеггера: языковое сознание и языковая личность // Творчество писателя и литературный процесс. Слово в художественной литературе: типология и контекст. Межвуз. сб. науч. тр. — Иваново: ИвГУ, 1994. — С. 117—132.
- Портнов А. Н., Дмитревская И. В., Смирнов Г. С. Проблема системности сознания и ноосферы // Проблема сознания в отечественной и зарубежной философии XX века. Материалы межрегиональной научной конференции. — Иваново: ИвГУ, 1994. — С. 22-26.
- Портнов А. Н. Сознание, личность, язык в философии Э. Левинаса // Философия языка и семиотика. Иваново: ИвГУ. — 1995. — С. 71-82.
- Портнов А. Н. Философия языка и семиотика: проблемы, решения, задачи исследования // Философия языка и семиотика. — Иваново: ИвГУ, 1995. — С. 3-13.
- Портнов А. Н. Философия языка Г. Г. Шпета: внутренняя форма, смысл, знак // Вече. Альманах русской философии и культуры. Вып. 4. — СПб.: Изд. СПбГУ, 1995. — С. 20-48.
- Портнов А. Н. Сознание, мышление, понятие и имя. Предисловие научного редактора // Ханзак Э. Значение, понятие, имя. Иваново: ИвГУ, 1995. — С. 3-11.
- Портнов А. Н., Серов Ю. М. Интерсубъективность как способ социокультурного бытия // Актуальные проблемы философии сознания. — Иваново: ИвГУ, 1997. — С. 89-105.
- Портнов А. Н. Семиотическая компетенция, языковое сознание и языковое мышление // XII Международный симпозиум по Психолингвистике и теории коммуникации «Языковое сознание и образ мира». Институт языкознания РАН, Московский лингвистический университет. М., 1997. — С. 128—129.
- Портнов А. Н. Сознание, язык, смысл: в поисках новой парадигмы // Философский альманах. № 1-2. Иваново: ИГАСА; РФО, 1998. — С. 51-93.
- Портнов А. Н., Шишкина Г. М. Ноосфера и семиосфера: генетические аспекты // Ноосферная идея и будущее России. — Иваново: ИвГУ, 1998. — С. 83—86
- Портнов А. Н. Философия языка в Германии: исторический обзор // Ивановский государственный университет: Юбилейный сборник научных статей. — Иваново: ИвГУ, 1998. — С. 190—202.
- Портнов А. Н., Чхеидзе Д. Ж. Диалогическая и монологическая традиции в исследовании сознания: к вопросу о методологических основаниях // Философский альманах. № 1-2. — Иваново: ИГАСА; РФО, 1998. — С. 262—268.
- Портнов А. Н. Язык и коммуникация «жизненного мира» // Межкультурная коммуникация: взаимосвязь и взаимовлияние: Тез. докл. и сообщ. Межд. конф. 22-23 апреля 1999. — Иваново, 1999. — С. 3-4.
- Портнов А. Н. Философия языка Г. Г. Шпета // Шпет Г. Г. Внутренняя форма слова: этюды и вариации на темы Гумбольдта. — Иваново: ИвГУ, 1999. — С. 287—304.
- Портнов А. Н., Дмитревская И. В., Смирнов Г. С. Системный анализ ноосферной динамики России // Вестник ИвГУ. — 2000. — Вып. 2. — С. 14-33.
- Портнов А. Н., Волков В. Н. Детерминизм, творчество, свобода в бытии личности // Вестник ИвГУ. — 2001. — Вып. 2. — С. 33-43.
- Портнов А. Н. «Ноосферная парадигма образования»: утопия или путь выхода из кризиса? // Ноосферное образование в России. Иваново, 2001. Вып. 2. — С. 137—144.
- Портнов А. Н., Добренкова Н. А. «Палеоантропология» Рудольфа Бильца: забытая страница истории философской и психологической антропологии // NOOS. — 2001. — Вып. 1. — С. 21-35.
- Портнов А. Н. «Жизненный мир» Альфреда Шютца: вместо комментария // NOOS. — 2001. — Вып. 1. — С. 210—219.
- Портнов А. Н., Дмитревская И. В., Смирнов Г. С. Ноосферная динамика России: Философские и культурологические проблемы. Часть II // Ноосферные исследования. — Иваново: Ивановский гос. ун-т, 2002. — Вып. 2. — 177 с.
- Портнов А. Н., Турчин А. С. Семиотическая функция: философские, социологические и психологические аспекты // Вестник Ивановского государственного университета. — 2002. — Вып. 2. — С. 62—74.
- Портнов А. Н. Структура языкового сознания: феноменологический и антропологический аспекты проблемы // Языковое сознание: теоретические и прикладные аспекты. — М.: Московский институт языкознания, 2003. — С. 18-28.
- Портнов А. Н., Смирнов Д. Г. Глобализация: ноосферно-семиотический аспект // Языковое сознание: устоявшееся и спорное. —М.: Московский институт языкознания, 2003.
- Портнов А. Н., Смирнов Д. Г. Языковое сознание и семиотическое измерение глобализационных процессов // Языковое сознание: теоретические и прикладные аспекты. — М.: Московский институт языкознания, 2003.
- Портнов А. Н., Серов Ю. М., Смирнов Г. С. «Философские фрагменты»: становление философа // Николай Павлович Антонов: философия сознания и ноосферы. — Иваново: ИвГУ, 2003. — С. 12-13.
- Портнов А. Н. Философская и психологическая антропология Л. Клагеса // Вестник ИвГУ. — 2005. — Вып. 2. — С. 94-104.
- Портнов А. Н. Философия языка Мартина Хайдеггера (Языковое сознание и языковая личность) // Вестник ИвГУ. — 2006. — Вып. 2. — С. 37-53.
- Портнов А. Н. Языковое сознание и языковая личность Мартина Хайдеггера (опыт реконструкции) // Вестник гуманитарного факультета ИГХТУ. — 2006. — Вып. 1. — С. 157—172.
- Портнов А. Н., Смирнов Д. Г. Биологическая семиотика: некоторые философско-методологические проблемы исследования // Вестник ИвГУ. — 2007. — Вып. 2. — С. 38-51.
- Портнов А. Н. «Жизненный мир» Альфреда Шютца: некоторые пояснения // Личность. Культура. Общество. — 2007. — Вып. 2. — (36). — С. 43-52.
- Портнов А. Н. М. Хайдеггер: «дело мышления» и «дело языка» // Личность. Культура. Общество. — 2007. — Вып. 4 (39). — С. 43-61.
- Портнов А. Н. Хосе Ортега-и-Гассет: От философии жизни к философии истории // Вестник гуманитарного факультета ИГХТУ. — 2007. — Вып. 2. — С. 86-104.
- Портнов А. Н. События и встречи Мартина Бубера // Личность. Культура. Общество. — 2008. — Вып. 1 (40). — С. 19-21.
- Портнов А. Н. Знаковая функция как междисциплинарное понятие // Вестник ИвГУ. — 2008. — Вып. 2.
- Портнов А. Н., Портнов А. А. «Консервативная революция»: сущность, дискурс, некоторые фигуры // Вестник гуманитарного факультета ИГХТУ. — 2008. — Вып. 3. — С. 107—114.
- Портнов А. Н., Калинин П. Е. Проблемы языка описания сознания // Вестник ИвГУ. — 2009. — Вып. 2. — С. 62-74.

на других языках
- Portnov A. N. Evolutionsgenetische Probleme der Psychosemiotic // Psychosemiotic-Neurosemiotic. Bochum, 1994.

### Переводы
- Бубер М. Изреченное слово // Философия языка и семиотика. — Иваново: ИвГУ, 1995. — С. 203—213.
- Бубер М. Встреча с монистом. Демон во сне // Личность. Культура. Общество. — 2008. — Вып. 1 (40). — С. 21-31.
- Бубер М. Изреченное слово // Личность. Культура. Общество. — 2008. — Вып. 2 (41). — С. 19-27.
- Гелен А. Образ человека в свете современной антропологии // Личность. Культура. Общество. — 2007. — Вып. 3 — (37). — С. 37-51.
- Хайдеггер М. К вопросу о назначении дела мышления // Философия сознания в XX веке: проблемы и решения. Межвуз. сб. науч. тр. — Иваново: ИвГУ, 1994. — С. 225—235.
- Хайдеггер М. К вопросу о назначении дела мышления // Личность. Культура. Общество. 2007. Вып. 4 (39). — С. 61-71.
- Холенштайн Э. Универсальная семиотика // Философия языка и семиотика. Иваново: ИвГУ, 1995. — С. 14-32.
- Шютц А. Некоторые структуры жизненного мира // Философия языка и семиотика. — Иваново: ИвГУ, 1995. — С. 213—229.
- Шютц А. Некоторые структуры жизненного мира // NOOS. 2001. Вып. 1. — С. 191—209. (Соавтор М. А. Кукарцева)
- Шютц А. Некоторые структуры жизненного мира // Личность. Культура. Общество. — 2007. — Вып. 2 (36). — С. 52-68. (Соавтор М. А. Кукарцева)
- Ясперс К. Язык Философия языка и семиотика. — Иваново: ИвГУ, 1995. — С. 184—203. (Соавтор М. А. Кукарцева).